# Agapanthia turanica
Agapanthia turanica là một loài bọ cánh cứng trong họ Cerambycidae.